# São José dos Campos
São José dos Campos là một địa hạt và là một thành phố lớn ở bang São Paulo, Brasil và là một trong những trung tâm nghiên cứu và công nghiệp quan trọng ở châu Mỹ Latin.
Thành phố này nằm ở Vale do Paraíba (Thung lũng Paraiba), giữa hai khu vực sản xuất và tiêu dùng lớn nhất Brasil là São Paulo (cách 80 km) và Rio de Janeiro (320 km).
Theo nghiên cứu của Liên Hợp Quốc năm 1999, São José dos Campos là một trong 25 thành phố hàng đầu Brasil về chất lượng sống với mức thu nhập cao, tuổi thọ cao và hạ tầng tốt.

## Thông tin chung
- Tổng diện tích: 1099,60 km²
  - Diện tích đô thị: 298,99 km²
  - Diện tích vùng đô thị (Đông): 45,04 km² (4,09%)
  - Diện tích vùng đô thị (Bắc): 81.18 km² (7,38%)
  - Nông thôn: 673,39 km² (61,23%)

## Các đô thị giáp ranh
Đô thị này giáp:
- Phía Bắc: Camanducaia, Sapucaí Mirim ở Minas Gerais
- Phía Nam: Jacareí, Jambeiro ở bang São Paulo
- Phía Đông: Monteiro Lobato, Caçapava ở bang São Paulo
- Phía Tây: Igaratá, Joanópolis, Piracaia ở bang São Paulo